# Ángel Casero
Ángel Luis Casero Moreno (født 27. september 1972 i Valencia) er en tidligere professionel spansk landevejscykelrytter. Han vandt Vuelta a España i 2001 (med Festina).
Ángel Casero har flere udmærkede samlede placeringer i det største cykelløb Tour de France:
- 1997: nr. 29 samlet (Banesto)
- 1999: nr. 5 samlet (Vitalicio Seguros)
- 2003: nr. 57 samlet (Bianchi)